# Ohnišov
Ohnišov är en ort i Tjeckien. Den ligger i den nordöstra delen av landet, 130 km öster om huvudstaden Prag. Ohnišov ligger 409 meter över havet och antalet invånare är 490.
Terrängen runt Ohnišov är kuperad åt nordost, men åt sydväst är den platt.Runt Ohnišov är det ganska tätbefolkat, med 111 invånare per kvadratkilometer. Närmaste större samhälle är Nové Město nad Metují, 5,0 km nordväst om Ohnišov. Omgivningarna runt Ohnišov är en mosaik av jordbruksmark och naturlig växtlighet.